# Château de Garlande (Bagneux)
Le château de Garlande, est une résidence seigneuriale construite à Bagneux au XIIe siècle et détruite au XIXe siècle.

## Situation géographique
L'ancien fief de Garlande, était compris entre ce que sont aujourd'hui les rues de l’Égalité (ancien chemin des Maraîchers), l'avenue Henri-Ravera (voie de Bagneux à Paris), l'avenue de Garlande et la rue Froide.

## Historique

### Avant la Révolution
Le nom du fief de Garlande vient d'Étienne de Garlande, neveu de Gauthier de Garlande, membre du chapitre de Paris, qui reçoit de l'évêché un clos de 50 arpents, situé à Bagneux près Paris, en 1108. C'est une bonne terre  à  cultiver et la vigne y pousse bien. Le nouveau propriétaire donnera son nom à la terre qu'il vient de recevoir et sur laquelle il fait construire.
À la suite de la mort de son frère Guillaume II de Garlande, en 1120, il devient à son tour grand sénéchal
Le chapitre de Saint-Aignan : deux chanoines et deux vicaires se partageaient les revenus du fief de Garlande et de deux rentes.

### Après la Révolution

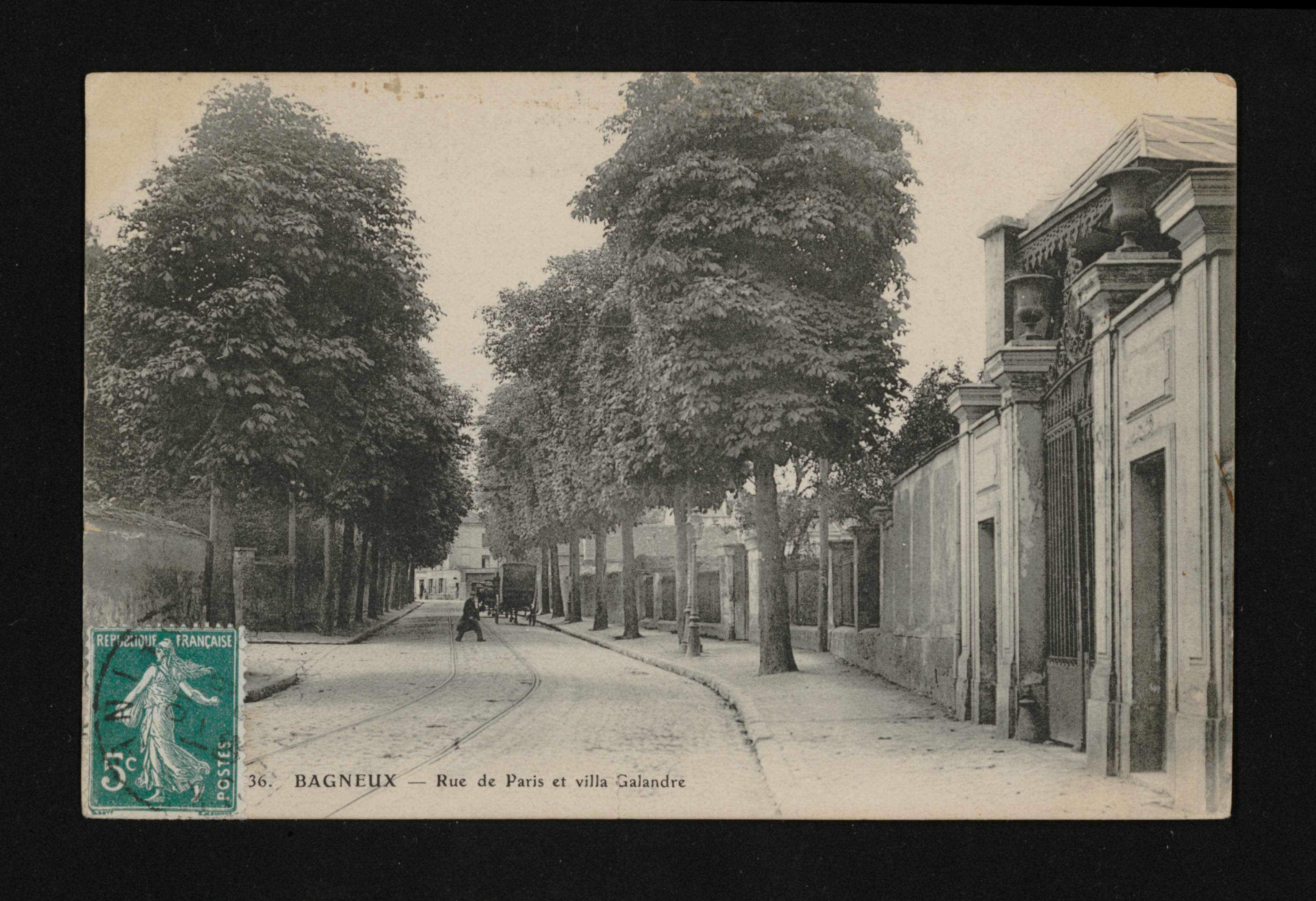
Villa Galandre située rue de Paris, aujourd'hui l'avenue Henri-Ravera.

Le premier maire à être élu est Louis François Garnier, fermier du domaine de Garlande, le 7 février 1790, par l'assemblée des habitants réunie dans l'église Saint-Hermeland, village qui comporte en ces temps difficiles moins de 500 habitants, il démissionne le 21 mars de la même année. En 1789, le château et ses dépendances ne sont pas saisis car le propriétaire n'est pas un noble.
La décadence du domaine s'amorce dès 1818. Louis Surivet, maître-carrier et maire de la ville, abat en partie le château et transforme les lieux en carrière de pierres. Le parc, les jardins, les plans d'eau, tout disparaît. La propriété est morcelée en 1839 avec la création de la villa Garlande, aujourd'hui transformée en maison de retraite.

### AuXXIesiècle
Le nom de Garlande est toujours présent dans la ville par son avenue qui mène au cimetière communal de Bagneux et au cimetière parisien de Bagneux, ainsi que par son chemin privé, villa Garlande, qui conduit à la maison de retraite et à la ZAC éponyme.

## Description

### Le château
On accède au château par une porte flanquée de deux pavillons dont celui du jardinier, l'autre étant attaché au corps principal, est celui du gardien. Cette entrée possède une très jolie grille en fer forgé, ouvrant en demi-lune de la Petite voie de Bagneux à Paris, ou rue de Paris, aujourd'hui rue Henri-Ravera, sur la cour rectangulaire du château que borde le corps principal de logis au sud, avec une aile en retour au fond de la cour, à l'ouest. Dans l'angle des deux bâtiments se trouve une fontaine avec un bassin en demi-cercle.
En face l'entrée du château, une demi-lune avec une allée dit de Face en 1775 en direction de l'est, bordée de deux rangées d'arbres de chaque côté, traversant les d'Olivettes (1768) dit Garlande Bas-Buffet, et coupant le chemin des Meuniers et le Clos la Paume, ce qui est aujourd'hui en 2019 la rue Marc-Sangnier et son prolongement, la rue Hardenberg, pour rejoindre le Pavé de la Rapée ou Rapie, aujourd'hui avenue Albert-Petit.

### Le domaine

#### La ferme
Les bâtiments agricoles jouxtent le château au sud et disposent d'une entrée donnant sur une cour avec à droite le château, et à gauche les bâtiments de la ferme prolongés avec le retour sur le côté de la rue. À son extrémité sud, une autre cour donne sur les parterres. Après la disparition du château, seule la ferme subsiste. On y battait encore le blé en 1916, on y voyait encore la glacière ombragée d'ormes séculaires.
Le cadran solaire de la ferme du château qui date de 1606 est conservé au sein des locaux de l'Association des amis de Bagneux depuis la destruction du bâtiment.
Louis-François Garnier est le premier maire élu de Bagneux.

#### Le parc
Le parc mesure plus de 50 arpents, soit un peu moins de 26 hectares. Au fond de la cour du château, un passage au nord permet d'accéder par un escalier à la terrasse, de laquelle on a une vue sur une grande allée bordée à droite et à gauche de massifs de fleurs et d'arbres, débouchant sur un bassin central derrière lequel se trouve un autre accès débouchant sur le chemin de L'Infernal au nord et au sud, dit aujourd'hui avenue de Garlande, mais droit devant, en direction de l'ouest, une grande avenue bordée de chaque côté de deux contre-allées d'arbres conduisent à la route de Châtillon.
En revenant sur la terrasse se trouve à gauche, en direction du nord, une allée bordée pareillement de grands arbres avec sur la gauche une grande parcelle de terrain traversée en diagonale par un canal, bordé de bosquets et se terminant au mur de la propriété par un bosquet et une statue, de l'autre côté duquel se trouve la rue des Maraîchers, dite en ce début de XXIe siècle rue de l'Égalité. À droite de cette parcelle se trouve une bande de terre entièrement boisée, divisée en quatre parties par des allées avec en son centre un grand ovale. De retour sur la terrasse un escalier mène en direction du sud où se retrouve semblable à la partie opposée une allée bordée de chaque côté d'arbres. Après avoir dépassé la ferme contiguë au château se trouve un parterre de jardins à la française divisé  en six carrés et deux trapèzes rectangles, avec dans le prolongement de ces derniers, un bassin de 31 mètres de longueur sur 10 mètres de largeur avec jeux d'eaux, entouré de gazon. Au sud et à l'ouest de celui-ci, un grand bois en forme de labyrinthe, avec bosquets. Dans le prolongement direct du bassin, une pelouse de 35 mètres de long au milieu des bois. À l'extrémité sud de ce bois, en bordure de la voie de Paris, un grand parterre en pelouse avec en son centre une pièce d'eau de 15 mètres de diamètre.

## Redevances
Le seigneur de Garlande était redevable d'une somme de 10 livres annuelle pour la dîme à messieurs du Chapitre de Paris, et le parc de Montrouge à l'extrémité nord-ouest de la commune payait à la ferme seigneuriale de Bagneux 5 livres 12 sols de rente par an en 1775.

## Dépendances
« La terre et seigneurie de Garlande, et fief de Sainte-Clotilde, sous le village de Bagneux, consistant en maison seigneuriale, bâtiments de ferme, cours et jardins clos de murs, haute, moyenne et basse justice, censives, rentes, redevances et dépendances de la dite seigneurie et fief, suivant l'aveu du 6 février 1720, ainsi que les terres, vignes, héritages et maisons sises au-dehors du dit enclos tant pour le terroir de Bagneux, que de Châtillon, Sceaux, et autres »
Acquisition supplémentaire de Jehan Delassalle auprès de Jehan Bleuze le 31 juillet 1607 :
« Deux maisons joignant et aboutissant l'une à l'autre, situées au village de Bagneux Saint Erbland au lieu-dit Gallandre sur la grande rue du Quay dans l'une d'elles demeure Jehan Godin, laboureur. Couturant deux corps d'hôtels joints consistant en chambres hautes et basses, de chambres à côté desquelles est un appentis, suivant hangars, et étables à coches, le tout couvert de tuiles, jardin planté de grands arbres…, maison ci-devant à Bleuze, d'un bout de chemin du dit Bailgneux à Paris, les deux maisons chargées de 40 sols tournois de rente. »
En 1610, Philippe Chaillou fait l'acquisition par acte devant le notaire de Bagneux Maître Bleuze, d'un demi-arpent de vignes à Garlande appartenant à Philippe Bleuze. Puis il rachète des terres à Auboin Delaruelle.

## Propriétaires
- Étienne de Garlande (vers 1070-1147), en 1105 devient archidiacre de Notre-Dame de Paris, puis chapelain de la chapelle royale et doyen de la collégiale Saint-Agnan d'Orléans. en 1106 chancelier de France et garde du sceau royal, en 1108 il s'installe à Bagneux près de Paris et donne son nom à son fief. De ses biens de Paris il ne reste que le nom d'une rue Galande, évêque de Beauvais. Lors de sa mort ses biens de Bagneux iront à sa nièce qui suit :
- Anseau de Garlande (1069-1118), comte de Rochefort et Béatrice de Montlhéry ;
- Agnès de Garlande (1122-1143), dame de Rochefort, Gometz et Gourmay-sur-Marne, fille d'Anseau Ier de Garlande et Agnès (alias Béatrix) de Montlhéry. Elle épouse en premières noces Amauri III de Montfort (morte en 1137) et en secondes noces: Robert Ier de Dreux[9] ;
- Robert II de Dreux dit Le Jeune de Dreux (1154-1218), fils de Robert Ier de Dreux et de Agnès de Baudément. Il est  comte de Dreux, Braine, administrateur des comtés de Nevers, Auxerre et Tonnerre, seigneur de Fère-en-Tardenois, Pont-Arcy, Quincy, Torcy, Brie-Comte-Robert, Chilly-Mazarin, Longjumeau, Bagneux près Paris, et de Nesle. Il épouse en 1150, Mahaut (Mathilde) de Bourgogne (1150-1219) et en secondes noces Yolande de Coucy (1164-1222) avec il a 12 enfants le fief de Garlande revient à l'aîné qui suit :
- Robert III de Dreux (1185-1234) dit Gastebled.
- Bonnaut en 1535.
- Jehan Delassale, en 1553[10], il agrandi le domaine par achat de parcelles à Jehan Bleuze en 1600. Il vend à Ferrand.
- Julien Ferrand, conseiller secrétaire de Charles IX, et trésorier général de Bourgogne, il vend à Chaillou[11].
- Philippe Chaillou, bourgeois de Paris, il est conseiller du roi Henri IV et l'un de ses douze fournisseurs de vin, son frère  Olivier Chaillou, religieux minime, est chanoine de Notre-Dame de Paris et donne ses biens à sa Congrégation vers 1607[12]. Il agrandi encore le domaine bénéficiant d'une lettre patente datant de François Ier, roi de France qui l'exemptait de tous les droits et péages des vins destinés à la cour, et à sa personne. Ils sont les petits-fils de Brigitte, la sœur unique de François de Paule, fondateur des Minimes.
- Marie Chaillou, fille de Philippe.
- Au XVIIe siècle, Hôtel-Dieu de Paris, propriétaire des deux fiefs de Garlande et de Sainte-Clotilde, il échange en 1653 avec Henri Chapellier, ancien avocat général à la Cour des aides, et son épouse Catherine Brice.
- Henri Chapellier, ou Henry (dit fils de Claude), et son épouse Catherine Brice ou de Brisse, parent de Marie-Madeleine et de Claude.
- Claude Chapellier, fils d'Henry qui fait édifier le château neuf. À sa mort le château et les biens reviennent à sa sœur.
- Marie-Madeleine Chapellier, épouse le 16 septembre 1686 Jean-Jacques de Surbeck. Les deux fiefs firent partie de sa dot. Elle vend le 15 janvier 1708 à son époux, tous deux séparés de biens[13]. Un seul fils est né de ce mariage :
- Jean-Jacques de Surbeck.
- Pierre-Eugène de Surbeck, laisse à son fils :
- Louis-Auguste Benoît de Surbeck (mort vers 1722), capitaine au régiment des Gardes-Suisses, épouse Louise Charlotte Lenoir qui lui donna sept enfants, trois filles et quatre garçons. La succession est vendue à :
- Henriette de Bourbon, veuve de Jean Contade de La Guiche, lieutenant général des armées du roi.
- Amable Charles de La Guiche, leur fils, brigadier des armées du roi, colonel du régiment de Bourbon-dragons, chevalier de Saint-Louis, demeurant à Paris rue du Dragon. Le 1er septembre 1786, il revend devant le notaire maître Piquais, ses terres de Bagneux, Sceaux, Châtillon, sa maison seigneuriale, ses droits de haute, moyenne et basse justice à Nicolas Cordier pour la somme de 147 060 livres.
- Nicolas Cordier, joaillier de Monsieur, frère du Roi, et à Élisabeth-Adélaïde Landelle, tous deux Cour-Neuve du Palais, paroisse Saint-Barthélemy[14].
- Louis Surivet, marchand carrier, qui vend les pierres du château dans les années 1850.

### Sources
- Archives des Hauts-de-Seine : titres de propriétés sises à Bagneux, Fontenay-aux-Rose, Neuilly-sur-Seine, Sceaux et Suresnes : 1J553 à 557.